# Jodel (application)
Pour les articles homonymes, voir Jodel.
Jodel est une application mobile multiplateforme de messagerie géolocalisée lancée en 2014 et disponible sur Android et iOS. Elle permet de poster des publications anonymes visibles par tous dans un certain rayon autour de l’utilisateur, publications qui peuvent ensuite être votées et commentées par les autres utilisateurs. Elle est principalement utilisée par des étudiants,.

## Histoire
Le concept est repris de l’application américaine Yik Yak (en). Lancée en 2013 par l'allemand Alessio Borgmayer, ancien étudiant à la RWTH Aachen, elle prend d’abord le nom de « TellM ».
En avril 2015, elle compte plus de 100 000 utilisateurs et en octobre de la même année, l’application dépasse le million. La start-up, The Jodel Venture GmbH s’étend désormais en Autriche, au Danemark, en Suisse, en Suède et en Norvège. En mai 2016, ce sont plus de 600 000 jodels qui s’échangent quotidiennement. En juin 2017, elle lève 6 millions de dollars d’investisseurs de la Silicon Valley pour préparer son expansion vers les États-Unis. En août, l’application dépasse le million et demi d’utilisateurs.

### Controverse
L’anonymat au cœur de Jodel a donné lieu à de nombreux dérapages, que les développeurs tentent de juguler via la modération par les utilisateurs et le signalement. En Allemagne, l’annonce de l’attaque de son école par un étudiant donne lieu à une enquête de la police, qui finit par retrouver l’auteur grâce à son adresse IP fournie par les développeurs. En Suède, une menace du même genre provoque la fermeture de l’école. En Suisse, l’application est temporairement bloquée à Neuchâtel, après des propos injurieux. 

## Fonctionnement
Les utilisateurs postent des messages, des photos ou vidéos, nommés jodels, visibles par les autres utilisateurs de l’application dans un rayon de 10 kilomètres. Ces jodels, auxquels est attribuée une couleur aléatoire, peuvent ensuite être évalués positivement (upvote) ou négativement (downvote), sur le même principe que Reddit. Si un jodel est dévalué en dessous de −5 points, il disparaît du flux principal. 
Il est également possible de commenter les posts, évaluables sur le même principe. Pour permettre d’identifier les différents utilisateurs et conserver l’anonymat, chaque personne reçoit un numéro dans son ordre de commentaire, l’auteur du jodel étant identifié par OJ, Jodeleur original.
L’application comporte plusieurs onglets, permettant de trier les jodels par score ou nombre de commentaires. Les points reçus par l’utilisateur sont comptabilisés dans un score total, nommé karma. Une fonctionnalité, le « Bled », permet de fixer un endroit dont les jodels resteront visibles quelle que soit la localisation de l’utilisateur.